# فیفت استریت (تگزاس)
فیفت استریت (به انگلیسی: Fifth Street) یک منطقهٔ مسکونی در ایالات متحده آمریکا است که در شهرستان فورت بند، تگزاس واقع شده‌است. فیفت استریت ۲٫۰۹ کیلومتر مربع مساحت و ۲٬۴۸۶ نفر جمعیت دارد و ۲۳٫۱۷ متر بالاتر از سطح دریا واقع شده‌است.